# Simone Plé-Caussade
Simone Plé-Caussade   (9è districte de París, 14 d'agost de 1897 - Banhèras de Bigòrra, 6 d'agost de 1986) va ser una professora, compositora i pianista francesa.

## Biografia
Simone Marie Plé es va formar al Conservatori de Música i Declamació de París. Dins de la institució, va obtenir un primer premi de piano el 1914 a la classe d'Alfred Cortot, un primer premi d'harmonia el 1916 a la classe d'Henri Dallier, un primer premi d'història de la música el 1917 a la classe de Maurice Emmanuel, un primer premi d'acompanyament de piano l'any 1920 a la classe d'Abel-César Estile, un primer premi de contrapunt l'any 1920 i finalment, un primer premi de fuga l'any següent a la classe del seu futur marit, Georges Caussade.
Es va casar amb Georges Caussade el 13 de desembre de 1928 a París, vint-i-quatre anys més gran que ella. Es va convertir en professora de teoria musical per a instrumentistes l'1 de novembre de 1928 i va ser titular el 1935. Va succeir al seu marit com a professora de fuga al Conservatori Nacional de Música i Art Dramàtic a la mort d'aquest el 1936, càrrec en el qual va ocupar fundada el 15 de novembre de 1939. Com a compositora va escriure obres principalment per a piano, així com peces per a orgue, cors, nombroses melodies i pàgines de música religiosa.
Gilbert Amy, Xavier Darasse, Betsy Jolas i Jean-Pierre Leguay van estudiar composició amb Simone Plé.